# 인천귤현초등학교
인천귤현초등학교는 대한민국 인천광역시 계양구에 있는 공립 초등학교이다.

## 학교 연혁
- 2005.02.28 인천귤현초등학교 준공
- 2005.03.01 인천계양초등학교 분리 이관(46명)
- 2005.03.01 인천귤현초등학교 개교(6학급편성), 초대 전종훈 교장 취임
- 2005.03.02 시업식, 신입생 입학식(남 9명, 여1 4명, 계 23명)
- 2005.03.10 병설유치원 개원
- 2005.04.01 학교 급식소 준공
- 2005.10.25 운동장 스탠드 차양시설 완공
- 2006.02.17 제1회 졸업식(남7명, 여2명, 계 9명)
- 2007.03.01 제2대 장무철 교장 선생님 취임
- 2007.03.01 특수학급(꿈샘터) 신설
- 2008.03.02 시업식, 입학식
- 2008.05.16 꿈나래실, 영어교육실 설치
- 2008.08.15 제2과학실 설치
- 2009.02.13 꿈누리터(미술실) 설치
- 2009.03.01 9학급 편성 (일반 8, 특수 1), 병설유치원 종일반 설치
- 2009.04.13 보건실 설치
- 2009.09.01 제3대 김정제 교장선생님 취임
- 2009.09.01 학급 증설 10학급 (일반 9, 특수 1)
- 2010.01.24 초등돌봄교실 설치
- 2010.03.01 11학급 편성(일반 10, 특수 1), 병설유치원 증설(2학급)
- 2010.03.01 인천광역시교육청 지정 정보통신윤리 시범학교 운영
- 2010.04.17 컴퓨터실(2) 설치
- 2010.09.01 학급 증설 12학급 (일반 11, 특수 1)
- 2010.12.30 교육정보화 우수학교상 수상(인천광역시교육청)
- 2010.12.30 2010 학교평가 우수학교상 수상(인천광역시교육청)
- 2011.03.01 13학급 편성(일반 12, 특수 1), 병설유치원(2학급), 초등돌봄교실 증설(2학급)
- 2011.03.02 입학식(59명) 및 시업식
- 2011.09.01 음악실 설치
- 2011.09.05 자전거 보관대 설치
- 2011.12.05 전국 S클린 정보통신윤리교육 우수학교상 수상
- 2011.12.17 2011 선플누리단 우수학교상 수상
- 2011.12.29 전국 100대교육과정 우수학교상 수상(인천광역시교육청)
- 2011.12.30 제7기 푸른하늘지킴이 우수학교상 수상(수도권대기환경청)
- 2012.03.01 13학급 편성(일반 12, 특수 1) 초등돌봄교실 증설(3학급)
- 2012.03.01 인천광역시교육청 지정 효실천중심학교
- 2012.03.08 Wee Class 구축
- 2012.09.11 과학실(2) 현대화
- 2012.10.24 쓰레기 분리수거장, 배움터 지킴이 초소 설치
- 2012.11.22 예쁜치아사랑터(양치시설) 설치
- 2012.12.03 2012 인천광역시교육청 학교평가 최우수교 표창
- 2012.12.27 교가 (작사 김정제, 작곡 이은혜) 교표(김혜정) 개정
- 2013.02.20 제8회 졸업(남20명, 여30명, 계50명) [졸업생 누계: 남103, 여113 계216명]
- 2013.03.01 21학급 편성(일반 20, 특수 1), 유치원 3학급, 초등돌봄교실 3학급 인천광역시교육청 지정 효실천중심학교
- 2013.09.01 제4대 남성순 교장선생님 취임
- 2013.10.31 한국교육개발원 창의경영학교 지원사업 선정
- 2013.11.05 아라뱃길사업소 자전거 이용권 바우처 지원 선정
- 2013.12.30 창의·인성교육 우수학교 표창 수상
- 2014.02.18 제9회 졸업(남자 22명, 여자 36명, 계 58명)[졸업생 누계: 남 125명, 여 149명, 계 274명]
- 2014.03.01 인천광역시교육청 자율 체육활동 중심학교 지정 운영
- 2014.03.01 24학급편성(일반 23, 특수1), 유치원 3학급, 급식시설 개선사업 완료, 학년 연수실(6개실) 구축
- 2014.03.03 입학식(132명) 및 시업식
- 2014.07.28 인천광역시교육청 학교평가 우수학교 표창(2개 영역)
- 2014.10.22 인천광역시 진로교육 실천사례 연구 발표대회(학교분과) 입상
- 2014.12.30 인천광역시교육청 100대 교육과정 우수학교 선정
- 2015.02.13 제10회 졸업식 (남자 33명, 여자 36명, 계 69명) [졸업생 누계 : 남자 158명 , 여자 185명, 계 343명]
- 2015.03.01 초등 27학급 편성(일반 26, 특수 1), 유치원 3학급 편성
- 2017.09.01 제5대 박금자 교장선생님 취임
- 2018년: 이천구 교감선생님 취임
- 2021.09.01 제6대 김현수 교장선생님 취임